# Biologia Molecular da Célula
Biologia Molecular da Célula (Molecular Biology of the Cell) é um livro de biologia celular e molecular publicado originalmente pela editora Garland Science e de autoria de Bruce Alberts, Alexander Johnson, Julian Lewis, Martin Raff, Keith Roberts e Peter Walter. O livro foi publicado pela primeira vez em 1983, podendo ser adquirido tanto em publicação tradicional como em formato e-book. As três primeiras edições ainda receberam contribuições do biólogo molecular James Watson. Atualmente, o livro está em sua sexta edição. Além da versão original em inglês, a obra conta com publicações em alemão, catalão, chinês, espanhol, francês, indonésio, italiano, japonês, português, russo, turco e ucraniano. Sua edição para o português é licenciada pela editora brasileira Artes Médicas - Artmed.
O Biologia Molecular da Célula é amplamente utilizado em cursos introdutórios de nível universitário, sendo considerado como uma referência em muitas bibliotecas e laboratórios em todo o mundo. Ele descreve a compreensão atual da biologia celular e inclui os fundamentos da bioquímica básica, os métodos experimentais de pesquisa celular, as propriedades comuns à maioria das células eucarióticas, a expressão e a transmissão da informação genética, a organização interna das células e o comportamento celular em organismos multicelulares. A quinta edição, publicada em 2007, foi atualizada para incluir os avanços recentes no campo da biologia celular, incluindo a epigenética, células-tronco, RNAi, genômica comparativa e as mais recentes terapias contra o câncer. De qualidade reconhecida tanto na disposição e divulgação de informações quanto na sua qualidade editorial, o Biologia Molecular da Célula tem sido considerado como "o livro de biologia celular mais influente de seu tempo". A sua sexta edição é dedicada à memória do co-autor Julian Lewis, falecido no início de 2014.
O livro foi o primeiro a posicionar a biologia celular e molecular como uma disciplina central para a Biologia e a Medicina, transformando-se imediatamente em um livro-texto de grande referência. Esta obra foi escrita em intensas sessões de colaboração, nas quais os autores conviveram juntos durante longos períodos de tempo. A publicação nasceu e se mantém através do esmero de várias "mães-corujas", segundo descrito por Miranda Robertson, editor da revista científica Nature.

## Novidades da sexta edição
À medida que a quantidade de conteúdo no campo da biologia celular e molecular aumenta continuadamente, os livros-textos adquirem a tarefa de condensação e integração de todas estas informações. A sexta edição do Biologia Molecular da Célula foi lançada com o intuito de suprir esta demanda. Nela, é possível encontrar uma melhoria nas ilustrações. O conteúdo textual foi completamente revisado, esclarecido e atualizado com as mais recentes descobertas no campo da citologia. Além disso, a publicação apresenta questionários de fixação como um novo recurso para estudo dos temas.